# Bloischdorf-Kolonie
Bloischdorf-Kolonie (niedersorbisch Błobošojska Kolonija) ist ein Wohnplatz im Ortsteil Bloischdorf der Gemeinde Felixsee im Landkreis Spree-Neiße in Brandenburg. Bloischdorf-Kolonie hat ungefähr 50 Einwohner (Stand: 1. Januar 2018).

## Lage
Bloischdorf-Kolonie liegt in der Niederlausitz, ungefähr zehn Kilometer nordöstlich der Stadt Spremberg. Umliegende Ortschaften sind Kahsel im Norden, Wadelsdorf im Nordosten, Klein Loitz im Osten, Bloischdorf im Süden, Türkendorf im Südwesten sowie Groß Luja im Westen. Durch Bloischdorf-Kolonie verläuft die L48, die den Ort mit Spremberg und mit der A15 Anschlussstelle Roggosen verbindet.
Der ÖPNV bedient den Ort mit vier Linien, die nach Döbern, Spremberg und Forst hin verbinden.